# Elephas beyeri
Elephas beyeri es una especie extinta de elefante enano de la familia Elephantidae. Fue nombrado en honor al antropólogo estadounidense H. Otley Beyer.  Es una forma pigmea insular, probable descendiente de Palaeoloxodon namadicus, que no debió medir más de 1,5 m de altura.
El espécimen fósil original fue descubierto en la isla de Cabarruyan (municipio de Anda de Pangasinán), en las Filipinas, pero desde entonces se ha perdido. Otros fósiles fueron encontrados en Bisayas y en varios sitios en Luzón, aunque no está claro si pertenecían a Elephas beyeri o a Palaeoloxodon namadicus, debido a su naturaleza fragmentada y al no poder compararlos directamente con el holotipo desaparecido.